# Aniaissaari
Aniaissaari är en ö i Finland. Den ligger i sjön Hirvijärvi och i kommunen Gustav Adolfs i den ekonomiska regionen  Lahtis ekonomiska region  och landskapet Päijänne-Tavastland, i den södra delen av landet, 170 km norr om huvudstaden Helsingfors. Öns area är 2,6 hektar och dess största längd är 260 meter i sydöst-nordvästlig riktning.